# Delling
Delling (”den ljuse”) är morgonrodnadens gud i nordisk mytologi. Han tillhör asarnas ätt och är Natts tredje make och Dags far. Han blir efterfrågad av Oden (Gagnráðr), som frågar Vaftrudner om vart natten tar vägen och vad som kommer med dagen. I Hervarar saga används Delling i de gåtor som den blinde främlingen frågar (Gestumblindi är Oden). Slutligen är Delling belagd i Namntulorna och anges där som tillhörande den grupp av varelser som benämns dvärgar.
Delling är väktaren av Balders boning i Mimers lund, vakande vid citadellet av Ásmegir Bredablicks portar. Delling är också väktare av Mimers östra del.
Namnets betydelse är osäkert men det kan betyda ”den skinande eller den berömde”.
Det engelska familjenamnet Dallinger har föreslagits ha sitt ursprung från Delling. Även det engelska ortsnamnet Dellingeberie, har föreslagits ha sitt ursprung från Delling. Dalbury har tagit sitt namn av Delling (tidigare Dellingeberie).